# Camilo Guani
Camilo Guani (Levanto, 1848- ?) fue un empresario y visionario en Argentina y Uruguay.

## Biografía
Fruto del matrimonio entre el genovés Francesco Guani y María Davidina Tiscornia nace en 1848 en Levanto, Italia y a los 12 años Camilo y su hermano Renzo quedan huérfanos. Su tío, don Cayetano Guani, (1800-1890) un viejo Capitán del mar, había arribado al Río de la Plata con sus barcos y desarrollo su negocio naviero en el nuevo continente. Don Cayetano era un hombre de considerable fortuna y también de un gran corazón, al enterarse de que los hijos de su hermano quedaron huérfanos y desamparados los hizo viajar al Uruguay donde arribaron al puerto de Montevideo, Uruguay en 1860. Camilo y su hermano Renzo, dejaban atrás Levanto, Italia, el pueblo a orillas del Mediterráneo donde se originó la familia y donde quedaban atrás más de 500 años de tradición. La familia había producido un commendatore y los Guani habían construido un palazzo. La vía Guani es una de las principales arterias de la ciudad de Levanto.

## Vida empresarial
De la relación con su tío naviero, desarrolló un interés particular en administración y esto lo llevó a Buenos Aires, donde fundó la compañía de Ahorros Mutuos, “La Bola de Nieve” en 1898. Esta sociedad de ahorros mutuos es considerada la primera sociedad argentina de ahorros mutuos. Inauguró su lujosa sede en 1905 El edificio de su sede estaba ubicado en la calle Cangallo 425 esquina 25 de Mayo Eduardo Le Monnier fue el arquitecto y amigo de Camilo Guani que estuvo a cargo de la construcción del edificio en Buenos Aires para la sede de la Sociedad , que también tuvo una sucursal en la ciudad de Rosario, Argentina.

## Compañía de Salvatajes y Navegación del Este
Paralelamente a este emprendimiento, en 1899 crea por los lazos de familia y con Pedro y Nicolás Mihanovich, el Capitán de Navío Guillermo J. Núñez, Norberto Acosta y Agustín Moratorio , la Sociedad Anónima "Compañía de Salvatajes y Navegación del Este", que se dedicaba al transporte de carga y pasajeros entre Buenos Aires, Montevideo, Punta del Este, La Paloma e incluso puertos de Brasil./> Esta empresa también se dedicaba al salvataje de barcos en peligro.

## Sociedad Anónima Balneario Punta del Este
A instancia de Camilo Guani, presidente y fundador de la financiera Primera Sociedad de Ahorros Mutuos llamada la Bola de Nieve de Argentina se crea otra sociedad de capitales denominada Sociedad Anónima Balneario Punta del Este, destinada al desarrollo y el negocios de tierras. Sus fundadores y suscriptores del acta constitutiva encontramos a; Camilo Guani, Félix Egusquiza, Nicolás Mihanovich, Pedro Mihanovich, Ramón Leiguarda, Leopoldo Pérez, José Ioppi, José Enríquez, Teófilo Dartiguez, Henry Py y Medhurst Thomas y Antonio Lussich. El capital de formación de esta sociedad quedó establecido en 400.000 pesos oro sellado.
En 1905 Camilo Guani y los accionistas de la Sociedad Anónima Balneario Punta del Este compran 24 solares en el pueblo de Ituzaingó, hoy en día Punta del Este. La Sociedad Anónima Balnearia de Punta del Este se ratifica el 21 de diciembre de 1906, es decir, seis meses antes de la ley que crea el Pueblo de Punta del Este por la asamblea del Senado y Cámara de Representantes de Montevideo. La zona en ese entonces era una villa de pescadores, que en los meses de verano aumentaba su población por los encantos de sus playas. Había muy pocas construcciones y las que había eran de una precariedad impensada en estos tiempos.

## Formalizan la construcción
En febrero de 1907, los accionistas de la sociedad decidieron realizar un viaje a Punta del Este y así lo consignó el diario de Buenos Aires «Tribuna»: el viernes 1° de febrero de 1907 a bordo del vapor «Golondrina» y a la que concurrieron todos los accionistas. Con este viaje, se formalizaba el negocio de tierras y se visitó la obra y construcción del Hotel Biarritz, La Sociedad Anónima Balneario de Punta del Este, apuntó a un gran hotel destinado a la aristocracia porteña y montevideana, semejante a los grandes establecimientos existentes en balnearios europeos como los del; Biarritz, El Lido y Niza, entre otros. El Hotel Biarritz, estuvo inspirado en el famoso balneario francés ubicado sobre el Golfo de Vizcaya, y se caracterizó por el lujo y el confort propio de comienzos del siglo XX. Los muebles y la vajilla del Hotel Biarritz se trajeron de Europa y para la época era un hotel a todo lujo. El hotel Biarritz fue inaugurado durante la temporada veraniega 1907-1908.
El capital de esta sociedad quedó establecido en 400.000 pesos oro sellado, dividiéndolo en 40.000 acciones de 10 pesos oro cada una, en dos series de 20.000 acciones cada una, efectuándose la primera suscripción de acciones en 80.000 pesos oro, o sean, 8.000 acciones.